# Gurban Gurbanov
Gurban Gurbanov (azeră Qurban Qurbanov; n. 13 aprilie 1972, Zaqatala) este un fost fotbalist azer, în prezent antrenor al lui Qarabağ. El a jucat pe postul de atacant. Gurbanov a jucat fotbal timp de 18 ani, marcând 178 de goluri în 399 meciuri de campionat. Cu 14 goluri în 67 de meciuri, el este, de asemenea, cel mai bun marcator al echipei naționale de fotbal a Azerbaidjanului
Gurbanov a câștigat în total opt trofee; șase ca un jucător și două ca antrenor. 

## Cariera ca jucător
Și-a început cariera la Kur, și a jucat pentru Mertskhali Ozurgeti, Dașqın Zaqatala, Alazani Gurjaani, Turan Tovuz, Neftci Baku, Dinamo Stavropol, Baltika Kaliningrad, Fakel Voronej și Volgar Gazprom. Ultimul club la care a jucat pentru Inter Baku. În sezonul 1996-97, Gurbanov a fost principalul marcator în Azerbaidjan Premier League pentru Neftci cu 25 de goluri. Atacantul a fost numit Jucătorul azer al Anului în 2003.

### Naționala
El a debutat pentru echipa națională în primul ei meci de la despărțirea de Uniunea Sovietică pe 17 septembrie 1992, iar până în ianuarie 2006, el a marcat 14 goluri în 67 de meciuri, fiind cel mai bun marcator al Armeniei.

## Cariera ca antrenor
După ce și-a încheiat cariera de jucător a devenit directorul sportiv al clubului Inter. În vara anului 2006 a fost numit antrenor principal al Neftci Baku. De la începutul sezonului 2008-2009 el a fost numit ca antrenor principal al Qarabağ FK, înlocuindu-l pe Rasim Kara.
În 2010, el a devenit cel mai de succes antrenor azerb în competițiile europene, cu 16 victorii.
În mai 2014, el a reușit să obțină cu Qarabağ al doilea titlul de campion după 21 de ani. În iulie 2014, el a devenit cel de-al doilea antrenor din Azerbaidjan care a ajunge în faza grupelor într-o competiție europeană, cu Qarabağ calificată în UEFA Europa League 2014-15 unde o învinge pe Twente, Qarabağ devenind la rândul ei a doua echipă care ajunge în această etapă în competițiile europene.

## Goluri la națională
| #   | Data              | Stadion    | Adversar             | Scor | Rezultat | Competiție                |
| --- | ----------------- | ---------- | -------------------- | ---- | -------- | ------------------------- |
| 1.  | 8 iunie 1993      | Tehran     | Kazahstan            | 1–1  | 3–3      | Cupa Eco                  |
| 2.  | 8 iunie 1993      | Tehran     | Kazahstan            | 1–1  | 3–3      | Cupa Eco                  |
| 3.  | 27 februarie 1996 | Larnaca    | Insulele Feroe       | 3–0  | 3–0      | Amical                    |
| 4.  | 27 mai 1996       | Molodechno | Belarus              | 1–1  | 2–2      | Amical                    |
| 5.  | 22 martie 1997    | Baku       | Turkmenistan         | 3–0  | 3–0      | Amical                    |
| 6.  | 14 octombrie 1998 | Vaduz      | Liechtenstein        | 2–1  | 2–1      | Calificări UEFA Euro 2000 |
| 7.  | 6 martie 1999     | Larnaca    | Estonia              | 1–0  | 2–2      | Amical                    |
| 8.  | 5 iunie 1999      | Baku       | Liechtenstein        | 1–0  | 4–0      | Calificări UEFA Euro 2000 |
| 9.  | 12 februarie 2003 | Podgorica  | Serbia și Muntenegru | 2–1  | 2–2      | UEFA Euro 2004 qualifying |
| 10. | 12 februarie 2003 | Podgorica  | Serbia și Muntenegru | 2–2  | 2–2      | UEFA Euro 2004 qualifying |
| 11. | 11 iunie 2003     | Baku       | Serbia și Muntenegru | 1–1  | 2–1      | UEFA Euro 2004 qualifying |
| 12. | 6 iunie 2004      | Riga       | Letonia              | 1–2  | 2–2      | Amical                    |
| 13. | 31 martie 2004    | Chisinau   | Republica Moldova    | 1–1  | 2–1      | Amical                    |
| 14. | 28 May 2004       | Baku       | Uzbekistan           | 1–0  | 3–1      | Amical                    |

### Antrenor
| Neftci Baku | iunie 2006  | iulie 2007 | [ 10 ] |
| Qarabağ     | august 2008 | prezent    | [ 10 ] |
| Total       | Total       | Total      | —      |

## Palmares

### Jucător
Turan Tovuz
- Prima Ligă Azeră: 1993-94

Neftci Baku
- Prima Ligă Azeră: 1996-97, 2003-04, 2004-05
- Cupa Azerbaidjanului: 1996-97, 2003-04

### Individuale
- Fotbalistul azer al anului: 2003
- Golgheter al Primei Ligi Azere: 1996-97
- Cel mai bun marcator al echipei națională de fotbal a Azerbaidjanului cu 14 goluri.

### Antrenor

#### Qarabağ
- Prima Ligă Azeră (3): 2013-14, 2014-15, 2015-16
- Cupa Azerbaidjanului: 2008-09, 2014-15, 2015-16

## Viața personală
În 2012, el a militat pentru stoparea violenței împotriva femeilor.